# Campeonato Gaúcho 1975
In 1975 werd het 55ste Campeonato Gaúcho gespeeld voor voetbalclubs uit de Braziliaanse staat Rio Grande do Sul. De competitie werd gespeeld van 18 februari tot 10 augustus. De vier beste clubs uit de eerste fase gingen naar de tweede en derde fase. Omdat Internacional beide fases won werd er geen finale gespeeld om de titel.  

## Kwalificatie
Grêmio en SC Internacional hadden een bye.

### Groep A
| Plaats | Club                 | Wed. | W | G | V | Saldo | Ptn. |
| ------ | -------------------- | ---- | - | - | - | ----- | ---- |
| 1.     | Caxias               | 8    | 4 | 2 | 2 | 7:5   | 10   |
| 2.     | Cachoeira            | 8    | 4 | 2 | 2 | 8:8   | 10   |
| 3.     | Lajeado              | 8    | 3 | 3 | 2 | 8:6   | 9    |
| 4.     | Esportivo            | 8    | 1 | 5 | 2 | 7:5   | 7    |
| 5.     | Guarany de Garibaldi | 8    | 0 | 4 | 4 | 3:9   | 4    |

|  | Geplaatst voor tweede fase |

Beslissing voor de eerste plaats
|                   |           |       |        |  |
| 23 april Play-off | Cachoeira | 1 – 0 | Caxias |  |
| 23 april Play-off |           |       |        |  |

### Groep B
| Plaats | Club                 | Wed. | W | G | V | Saldo | Ptn. |
| ------ | -------------------- | ---- | - | - | - | ----- | ---- |
| 1.     | Ypiranga             | 8    | 4 | 3 | 1 | 8:3   | 11   |
| 2.     | Atlético Carazinho   | 8    | 4 | 3 | 1 | 10:6  | 11   |
| 3.     | São Luiz             | 8    | 4 | 2 | 2 | 9:7   | 10   |
| 4.     | Atlântico            | 8    | 1 | 3 | 4 | 4:9   | 5    |
| 5.     | Juventude de Guaporé | 8    | 0 | 3 | 5 | 5:11  | 3    |

|  | Geplaatst voor tweede fase |

Beslissing voor de eerste plaats
|                   |          |       |                    |  |
| 23 april Play-off | Ypiranga | 2 – 3 | Atlético Carazinho |  |
| 23 april Play-off |          |       |                    |  |

### Groep C
| Plaats | Club                 | Wed. | W | G | V | Saldo | Ptn. |
| ------ | -------------------- | ---- | - | - | - | ----- | ---- |
| 1.     | Inter de Santa Maria | 8    | 6 | 1 | 1 | 12:5  | 13   |
| 2.     | Gaúcho               | 8    | 4 | 3 | 1 | 17:10 | 11   |
| 3.     | Santo Ângelo         | 8    | 1 | 4 | 3 | 8:9   | 6    |
| 4.     | Elite                | 8    | 2 | 1 | 5 | 8:11  | 5    |
| 5.     | Tupy                 | 8    | 1 | 3 | 4 | 7:15  | 5    |

|  | Geplaatst voor tweede fase |

### Groep D
| Plaats | Club          | Wed. | W | G | V | Saldo | Ptn. |
| ------ | ------------- | ---- | - | - | - | ----- | ---- |
| 1.     | Santa Cruz    | 8    | 4 | 4 | 0 | 14:8  | 12   |
| 2.     | São José      | 8    | 4 | 2 | 2 | 7:6   | 10   |
| 3.     | Novo Hamburgo | 8    | 2 | 3 | 3 | 7:8   | 7    |
| 4.     | Aimoré        | 8    | 2 | 2 | 4 | 6:10  | 6    |
| 5.     | Encantado     | 8    | 1 | 3 | 4 | 5:7   | 5    |

|  | Geplaatst voor tweede fase |

### Groep E
| Plaats | Club          | Wed. | W | G | V | Saldo | Ptn. |
| ------ | ------------- | ---- | - | - | - | ----- | ---- |
| 1.     | Rio Grande    | 8    | 5 | 2 | 1 | 9:6   | 12   |
| 2.     | Rio-Grandense | 8    | 3 | 3 | 2 | 11:9  | 9    |
| 3.     | São Paulo     | 8    | 2 | 4 | 2 | 7:5   | 8    |
| 4.     | Pelotas       | 8    | 2 | 2 | 4 | 8:12  | 6    |
| 5.     | Farroupilha   | 8    | 1 | 3 | 4 | 7:10  | 5    |

|  | Geplaatst voor tweede fase |

### Groep F
| Plaats | Club                       | Wed. | W | G | V | Saldo | Ptn. |
| ------ | -------------------------- | ---- | - | - | - | ----- | ---- |
| 1.     | Guarany de Bagé            | 8    | 5 | 1 | 2 | 10:3  | 11   |
| 2.     | Bagé                       | 8    | 4 | 3 | 1 | 6:3   | 11   |
| 3.     | Internacional de São Borja | 8    | 2 | 2 | 4 | 5:5   | 6    |
| 4.     | Alegrete                   | 8    | 2 | 2 | 4 | 7:8   | 6    |
| 5.     | Santanense                 | 8    | 2 | 2 | 4 | 5:11  | 6    |

|  | Geplaatst voor tweede fase |

Beslissing voor de eerste plaats
|                   |                 |                  |      |  |
| 23 april Play-off | Guarany de Bagé | 1 – 1 (3-2 n.p.) | Bagé |  |
| 23 april Play-off |                 |                  |      |  |

## Eerste fase
| Plaats | Club                 | Wed. | W  | G | V  | Saldo | Ptn. |
| ------ | -------------------- | ---- | -- | - | -- | ----- | ---- |
| 1.     | Internacional        | 19   | 16 | 3 | 0  | 50:6  | 35   |
| 2.     | Grêmio               | 19   | 15 | 3 | 1  | 45:11 | 33   |
| 3.     | Caxias               | 19   | 10 | 6 | 3  | 27:10 | 26   |
| 4.     | Santa Cruz           | 19   | 7  | 8 | 4  | 21:14 | 22   |
| 5.     | São Luiz             | 19   | 8  | 5 | 6  | 23:20 | 21   |
| 6.     | Inter de Santa Maria | 19   | 7  | 7 | 5  | 18:14 | 21   |
| 7.     | Gaúcho               | 19   | 8  | 4 | 7  | 21:25 | 20   |
| 8.     | Bagé                 | 19   | 7  | 6 | 6  | 15:12 | 20   |
| 9.     | Atlético Carazinho   | 19   | 7  | 6 | 6  | 16:15 | 20   |
| 10.    | Santo Ângelo         | 19   | 7  | 5 | 7  | 21:21 | 19   |
| 11.    | Ypiranga             | 19   | 6  | 7 | 6  | 16:20 | 19   |
| 12.    | Rio-Grandense        | 19   | 6  | 6 | 7  | 13:19 | 18   |
| 13.    | Lajeado              | 19   | 6  | 5 | 8  | 19:19 | 17   |
| 14.    | Guarany de Bagé      | 19   | 5  | 7 | 7  | 17:17 | 17   |
| 15.    | São José             | 19   | 6  | 4 | 9  | 17:17 | 16   |
| 16.    | SC Internacional     | 19   | 4  | 8 | 7  | 13:18 | 16   |
| 17.    | Cachoeira            | 19   | 6  | 3 | 10 | 18:31 | 15   |
| 18.    | Rio Grande           | 19   | 3  | 3 | 13 | 13:37 | 9    |
| 19.    | São Paulo            | 19   | 2  | 4 | 13 | 14:35 | 8    |
| 20.    | Novo Hamburgo        | 19   | 1  | 6 | 12 | 11:42 | 8    |

|  | Geplaatst voor tweede en derde fase |

## Tweede fase
Doordat Internacional beide toernooien won was er geen finale om de titel nodig. 

### Eerste toernooi
Caxias en Internacional speelden de finale vanwege beter doelsaldo dan Grêmio.
| Plaats | Club          | Wed. | W | G | V | Saldo | Ptn. |
| ------ | ------------- | ---- | - | - | - | ----- | ---- |
| 1.     | Caxias        | 3    | 2 | 0 | 1 | 3:2   | 4    |
| 2.     | Internacional | 3    | 2 | 0 | 1 | 4:3   | 4    |
| 3.     | Grêmio        | 3    | 2 | 0 | 1 | 5:4   | 4    |
| 4.     | Santa Cruz    | 3    | 0 | 0 | 3 | 1:4   | 0    |

|  | play-off |

Play-off
|                  |        |       |               |  |
| 27 juli Play-off | Caxias | 0 – 1 | Internacional |  |
| 27 juli Play-off |        |       |               |  |

### Tweede toernooi
| Plaats | Club          | Wed. | W | G | V | Saldo | Ptn. |
| ------ | ------------- | ---- | - | - | - | ----- | ---- |
| 1.     | Internacional | 3    | 1 | 2 | 0 | 6-3   | 4    |
| 2.     | Grêmio        | 3    | 1 | 2 | 0 | 3-1   | 4    |
| 3.     | Santa Cruz    | 3    | 1 | 1 | 1 | 1-3   | 3    |
| 4.     | Caxias        | 3    | 0 | 1 | 2 | 2-5   | 1    |

|  | Play-off |

Play-off
|                      |               |       |        |  |
| 10 augustus Play-off | Internacional | 1 – 0 | Grêmio |  |
| 10 augustus Play-off | Flavio        |       |        |  |

## Kampioen
| Campeonato Gaúcho de 1975          |
| Porto Alegre                       |
| ---------------------------------- |
| INTERNACIONAL Kampioen (23° titel) |